# Strass

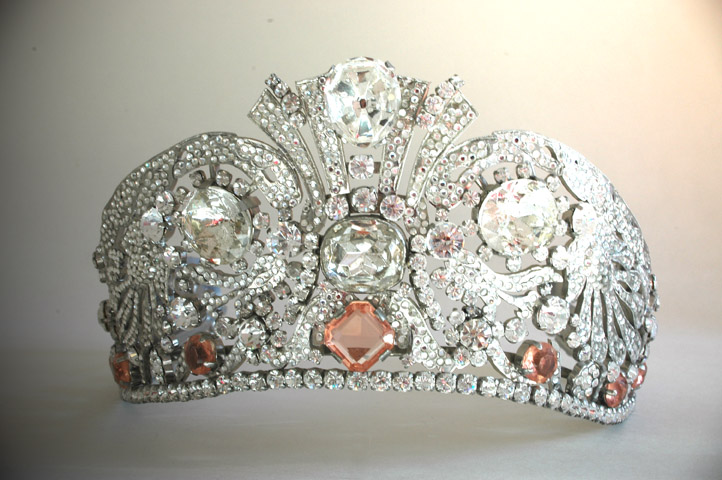
Pedras de strass em uma tiara.

O termo strass se refere a um conjunto de materiais que imitam diamante. Inventadas no século XVIII por Georg Friedrich Strass (1701-1773), as chamadas "pedras de Strass" eram originalmente produzidas a partir de cristal de rocha, mas no século XIX começou-se a produzir strass a partir de cristal de chumbo e, mais tarde, a partir de polímeros como o acrílico.
Georg Friedrich Strass (também conhecido como Georges Frédéric Strass) nasceu em Strasburgo, na região da Alsácia, e trabalhou como joalheiro real da corte do Rei Luis XV em Paris. Sua técnica consistia em adicionar chumbo ao silício utilizado na produção dos cristais bem como aplicar uma camada de metal à parte inferior da pedra para aumentar sua reflexividade. Desde então, companhias como a austríaca Swarovski e a tcheca Preciosa têm desenvolvido técnicas próprias para a produção de pedras de Strass.
Embora o strass seja conhecido em língua inglesa (e no Québec) como "rhinestone" ("pedra do Reno"), os dois termos possuem significados distintos. "Rhinestone" está relacionado ao Rio Reno, de onde eram extraídos cristais de quartzo utilizados na produção joalheira, e se refere de maneira abrangente ao uso de cristais em jóias, enquanto o termo "strass" se refere de maneira mais restrita às imitações de diamante produzidas segundo o método de G. F. Strass e seus sucessores.